# 張琴松
張 琴松（チャン・クムソン、 1977年 -2006年8月）は、朝鮮民主主義人民共和国の人物。金正恩によって粛清された張成沢の長女で一人娘。母は金正日の妹金敬姫で、金正日からは姪にあたる。金正恩・金与正のいとこ。

## 経歴
1977年、平壌直轄市生まれ。父張成沢と母金敬姫は、2人が金日成総合大学の学生だったとき、祖父金日成の反対を押し切って交際、大恋愛の末1972年に結婚したが、その結婚生活は必ずしも幸せとはいえず、長い別居生活がつづいた。張成沢と金敬姫の長女、張琴松は西洋風のスレンダーな美女であったが、2006年8月、フランスのパリの別荘で、飲酒後の睡眠薬過剰摂取により自殺した。29歳であった。海外報道によると、彼女は愛する男性との結婚に反対され、平壌に戻るよう促されていたという。彼女は、死の2日後、彼女の世話をしていた運転手と家政婦によって発見された。
周囲は、金敬姫と張成沢は別居生活が長く実際は離婚したのと変わらなかったが、張琴松が生きていた頃は2人をつなぐ絆だったと証言している
。張成沢の女性関係で不和が生じても、張琴松を仲立ちとして夫婦関係はかろうじて維持されていたという。それゆえ、もし、張琴松が生きていたとすれば張成沢の粛清という悲惨な結末は回避できたのではないかという見方が存在する。
自殺までの長年、フランスで生活してきた彼女は大学に進学の際、身分が露見するのを恐れ、2回高校に通ったという。在仏の元外交官は「張琴松は北から一緒に来た高位層の女性と一緒に生活をし、2人を保護する役割をする男性もいた」とし「張琴松がこの男性と恋愛しているという噂があった後、自殺の話を聞いた」と話している。娘が単身で留学生活するのを不安に覚えた両親は金日成総合大学フランス語科を卒業したキム・オクギョンという女性と男性警護員1人と一緒に生活させたといわれているが、彼女の恋愛対象はこの警護員であり、当局では、これに反対した張成沢夫婦から平壌召還の通知を受けて自ら命を絶つことを選んだと分析している。